# Jazmine Lam
Jazmine Lam (29 marzo 2006) è una giocatrice di badminton australiana.

## Palmarès
- Campionati oceaniani

Melbourne 2022: bronzo nel doppio femminile.